# Zmeino, Tărgoviște
Zmeino (în bulgară Змейно) este un sat în comuna Omurtag, regiunea Tărgoviște,  Bulgaria. 

## Demografie
Componența etnică a satului Zmeino
     Bulgari (1,92%)
     Turci (98,07%)
     Nicio identificare (0%)
     Altele (0%)
La recensământul din 2011, populația satului Zmeino era de 156 locuitori. Din punct de vedere etnic, majoritatea locuitorilor (98,07%) erau turci, cu o minoritate de bulgari (1,92%). Pentru 0% din locuitori nu este cunoscută apartenența etnică.